# Burmagomphus minusculus
Burmagomphus minusculus är en trollsländeart som först beskrevs av Selys 1878.  Burmagomphus minusculus ingår i släktet Burmagomphus och familjen flodtrollsländor. IUCN kategoriserar arten globalt som otillräckligt studerad. Inga underarter finns listade i Catalogue of Life.